# Acrosanthes
Acrosanthes é um género botânico pertencente à família Aizoaceae.

## Espécies
- Acrosanthes anceps
- Acrosanthes angustifolia
- Acrosanthes decandra